# Undine (reinigingstechniek)

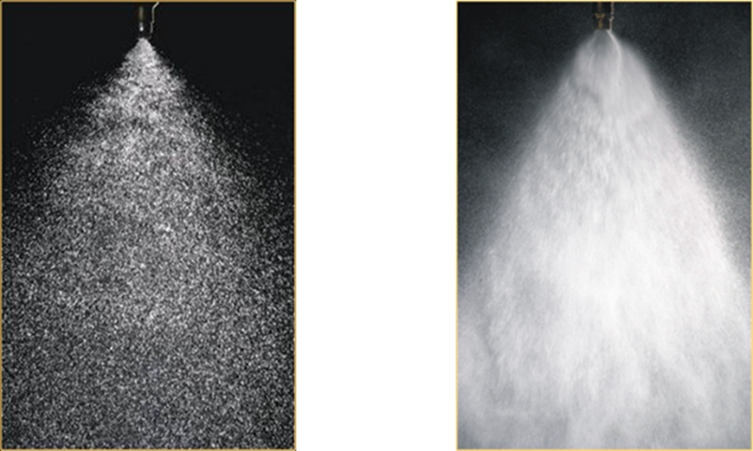
Links: Normale hogedruk, waterdruk 40 bar, snelheid 120 km/h, druppelgrootte 250-500 μm.
Rechts: Undine, waterdruk 40 bar, luchtdruk 6 bar, snelheid circa 900 km/h, druppelgrootte 5-25 μm

Undine is een waterbesparende industriële reinigingstechniek die lucht en water samenbrengt om een beter reinigingsresultaat te bereiken. De uitvinder, Ton Winters een agrariër uit de Noordoostpolder, heeft in 1997 de techniek naar de waternimf Undine (of Ondine) vernoemd, vanwege het duurzame karakter van de techniek.
Undine wordt wereldwijd in voedselfabrieken gebruikt om hygiëne te verbeteren en tegelijkertijd substantieel water en energie te besparen. De techniek brengt het waterverbruik van reiniging in veel gevallen met 50% tot 70% terug. De techniek creëert kleinere waterdruppels die onder een veel hogere snelheid op een oppervlak worden gebracht. Met als resultaat dat de kleine waterdruppels dieper doordringen in het oppervlak en beter reinigen dan de nu gebruikelijk hogedrukreiniging (alleen water).
De kleine waterdruppels verwijderen vuil en zelfs bacteriën maar beschadigen het oppervlak niet ondanks hun hoge snelheid. Deze eigenschappen maakt Undine zo geschikt voor de Voedselverwerkende industrie.
De techniek wordt vooral toegepast in voedselverwerkende fabrieken vanwege de hoge hygiënestandaarden die daar verplicht zijn en de toenemende noodzaak om minder (vers)water te gebruiken en/of minder afvalwater te produceren. Het tekort aan zoetwater is in steeds meer regio's een probleem
Daarnaast zijn er additionele voordelen wanneer er bijvoorbeeld in de bestaande situatie warm water wordt gebruikt voor reiniging. De energiebesparing die vrijkomt als maar de helft van het water opgewarmd hoeft te worden tot 55 graden Celsius is evident. De techniek laat echter ook een algehele verlaging van de temperatuur toe met een beter reinigingsresultaat. Een ander voordeel dat ontstaat doordat het waterverbruik zo laag is, de mogelijkheid tot stationair reiniging in plaats van manueel. Dit levert een substantiële verlaging van de arbeidskosten op. Deze toepassingen komen vaak terug bij bijvoorbeeld de reiniging van transportbanden.
De techniek wordt verder doorontwikkeld en vertaald naar andere toepassingsgebieden voor duurzame reiniging in een industriële omgeving met als oogmerk om bedrijven in staat te stellen te besparen op grondstoffen zoals water en energie. 